# Neil Bartlett
Neil Bartlett (15. září 1932 Newcastle upon Tyne, Spojené království – 5. srpna 2008 Walnut Creek, Kalifornie, USA) byl v Anglii narozený americký chemik.

## Život
Narodil se ve městě Newcastle upon Tyne v Anglii, kde vystudoval univerzitu a získal doktorát. V roce 1958 odešel na University of British Columbia v Kanadě, kde v roce 1962 jako první připravil sloučeninu vzácného plynu Xe+[PtF6]−. Vyvrátil tak všechny domněnky chemiků, že xenon, jakož i jiné vzácné plyny, netvoří chemické sloučeniny (vysvětleno v oktetovém pravidle Gilberta Lewise). Později připravil několik dalších sloučenin xenonu: XeF2, XeF4 a XeF6. Na univerzitě zůstal do roku 1966.
V roce 1966 odešel do Spojených států, kde byl přijat na Princeton University, spolupracoval například s Bell Laboratories. V roce 1969 přešel na fakultu Kalifornské univerzity a přitom spolupracoval s Lawrence Berkeley National Laboratory.
V roce 1973 se stal členem Královské společnosti. V roce 1979 byl oceněn Zahraničním sdružením Státní akademie vědců v USA. Dostal i mnoho dalších ocenění a čestných dekretů.
Fakultu v Berkeley opustil v roce 1993 a Lawrencovy laboratoře v 1999.